# Salih Bademci

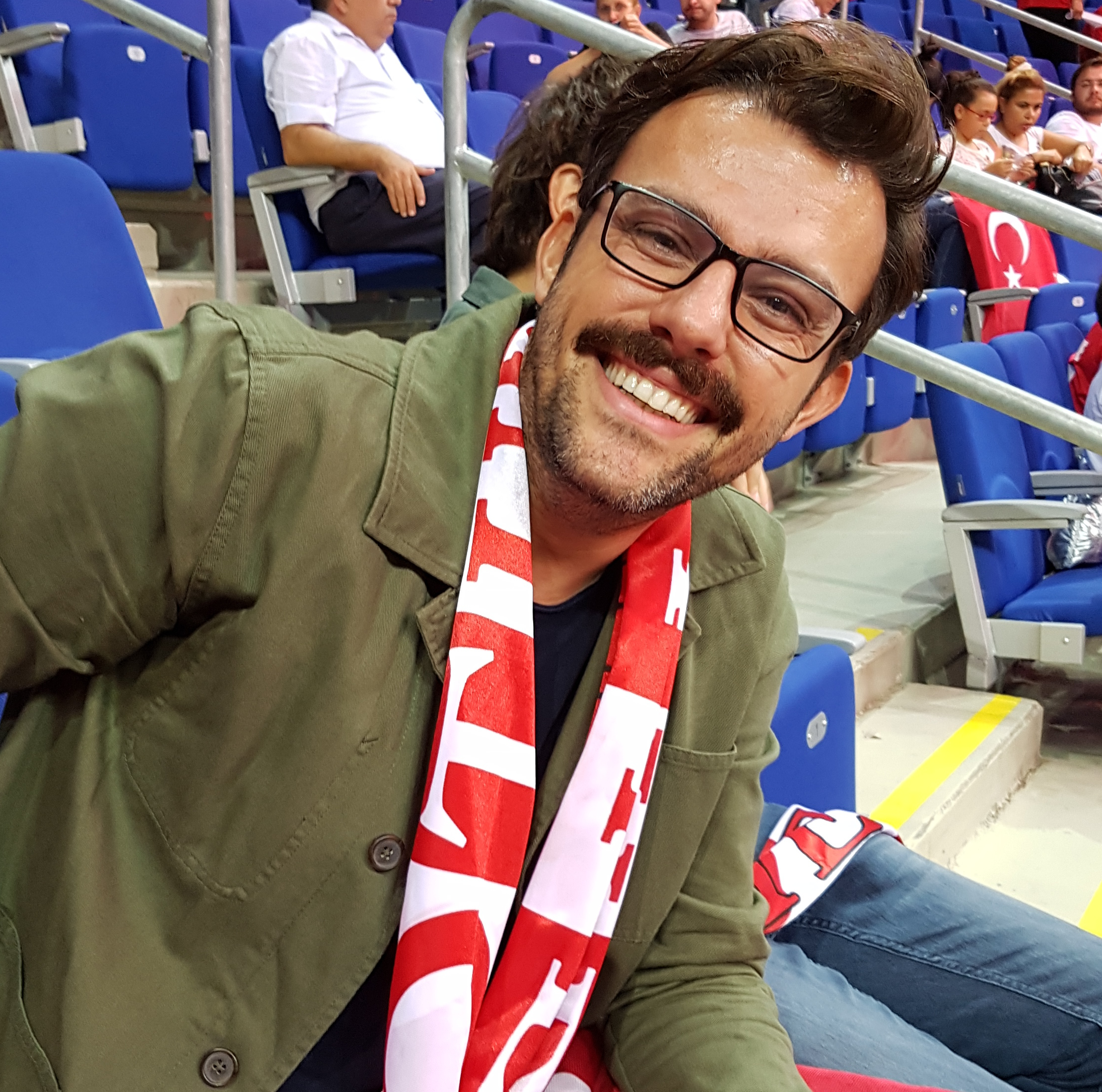
Salih Bademci

Salih Bademci (* 15. August 1984 in Izmir) ist ein türkischer Schauspieler.

## Leben und Karriere
Bademci wurde am 15. August 1984 in Izmir geboren. Er besuchte das Bornova Anadolu Lisesi. Danach studierte er an der Universität Istanbul. 1994 bekam er eine kleine Rolle in Mıymıntılar Kralı. Sein Debüt gab er 2006 in dem Film Barda. Anschließend spielte Bademci 2007 in den Serie Elveda Rumeli mit. 
Unter anderem trat er 2010 in Öyle Bir Geçer Zaman Ki auf. 2013 setzte er seine Karriere in Fatih fort. 2014 wurde Bademci für die Serie Zeytin Tepesi gecastet. Zwischen 2017 und 2019 spielte er in İstanbullu Gelin die Hauptrolle. Von 2021 bis 2022 bekam er in der Serie Der Club die Hauptrolle.

## Filmografie
Filme
- 1994: Mıymıntılar Kralı
- 2006: Barda
- 2014: Arkadaşlar Arasında
- 2015: Köpek – Geschichten aus Istanbul (Köpek)

Serien
- 2007–2009: Elveda Rumeli
- 2010–2013: Öyle Bir Geçer Zaman ki
- 2013: Fatih
- 2014: Zeytin Tepesi
- 2014: Ulan İstanbul
- 2015–2017: Kiralık Aşk
- 2017–2019: İstanbullu Gelin
- 2021: Yalancı
- 2021: İlk ve Son
- 2021–2022: Der Club
- seit 2023: Terzi